# Georg Christian af Slesvig-Holsten-Sønderborg
Georg Christian, hertug af Slesvig-Holsten-Sønderborg (født 31. december 1653, død 19. august 1691) var en tysk officer. I 1689-1690 var han næstkommanderende i en habsburgsk hær, der invaderede Kosovo.

## Familiemæssig baggrund
Georg Christian Holstein var én af de jordløse katolske hertuger fra Sønderborg. Han er beslægtet med det danske kongehus og er fjernt beslægtet med den nuværende kongefamilie. 
Georg Christian Holstein var søn af hertug Alexander Henrik af Slesvig-Holsten-Sønderborg, der gik i kejserlig tjeneste under Trediveårskrigen og konverterede til katolicismen.

## Militær karriere
Georg Christian Holstein blev Obristfeldwachtmeister, dvs. generalmajor, deltog i slaget ved Niš 24. september 1689 og tjente under Piccolomini i det efterfølgende og meget vigtige felttog ind i Kosovo i 1689-1690, den gang en del af Osmannerriget.
Forholdet mellem habsburgerne og osmannerne var i disse år meget anspændt. Osmannerne forsøgte at erobre Wien i 1683, men blev slået af den polske Jan 3. Sobieski. Straks efter lod sultanen sin storvesir og general, Kara Mustafa Pasha, henrette. Kara Mustafa var svoger til storvesir Fazil Ahmed Köprülü Pasha, der menes at være af etnisk albansk oprindelse. Adskillige fra denne familie opnåede høje positioner i det osmanniske rige.
Georg Christian Holstein var engageret i kampe mod osmannerne i 1683, men om han deltog i forsvaret af Wien vides ikke.

## Felttoget ind i Kosovo. Nederlag og retræte. Vurdering af Holstein
Felttoget blev tabt dels på grund af pest, dels på grund af modstand fra osmanniske og albanske hær- og guerillaenheder.
Nederlaget og retræten førte til, at mange serbere flygtede, og at der formentlig blev plads til, at flere albanere kunne flytte til området.
Georg Christian Holstein kunne ikke høste megen ros for sin ledelse af tropperne i Kosovo (efter at Piccolomini var død af pest), skriver den engelske historiker Noel Malcolm, men han hævdede sin position i et stort slag mod osmannerne ved Szlankamen 1691, hvor han imidlertid blev hårdt såret og straks derefter døde.

## Ferdinand Leopold Holsteins breve 1691 og 1678
Georg Christian Holsteins bror, Ferdinand Leopold skrev – i september 1691 – om Georg Christians død til kong Christian 5., se gengivelse af side 1-2. Brevet er på tysk, men der indgår enkelte latinske passager og ord.
Broderen var en tid rektor for Universitetet i Wien, senere var han fremstående katolsk kirkemand i Breslau, i dag Wrocław.
I Rigsarkivet findes også et tidligere brev fra Ferdinand Leopold til den danske konge. Det er skrevet på familiens vegne og drejer sig om forholdene på en tid, hvor der var meget store uoverensstemmelser om de sønderjyske arveforhold – både mere overordnet og mere lokalt. Brevet er dateret 12. januar 1678, se gengivelse af side 1-3.

## Bilag: Brorens breve fra 1691 og 1678 til Christian 5.
- Brev fra 1691, side 1 af 2. Fundet i Rigsarkivet.
- Brev fra 1691, side 2 af 2. Fundet i Rigsarkivet.
- Brev fra 1678, side 1 af 3. Fundet i Rigsarkivet.
- Brev fra 1678, side 2 af 3. Fundet i Rigsarkivet.
- Brev fra 1678, side 3 af 3. Fundet i Rigsarkivet.